# Dotto cistico
Il dotto cistico è un corto dotto che unisce la cistifellea con il coledoco. È di lunghezza variabile e contiene delle "valvole a spirale" che non producono una eccessiva resistenza allo scorrimento della bile. Solitamente si trova vicino all'arteria cistica.

## Funzione

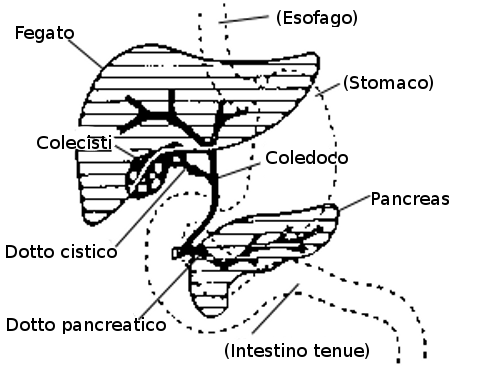
Schema dell'apparato digerente con evidenziate le vie biliari

La bile può attraversare il dotto cistico in entrambe le direzioni. Tra i pasti, la bile prodotta dal fegato lo attraversa per essere immagazzinata nella cistifellea. Quando si stanno digerendo dei cibi lipidici, viene prodotto l'ormone colecistochinina che stimola l'apertura dello sfintere di Oddi e la contrazione della cistifellea. La bile contenuta in quest'ultima scende verso il coledoco attraversando nuovamente il dotto cistico.

## Patologia
I calcoli biliari possono ostruire il dotto cistico, impedendo il flusso della bile. L'aumento della pressione nella cistifellea porta a gonfiore e dolore. I sintomi sono noti come colica biliare e possono avere un'insorgenza improvvisa. Durante la colecistectomia il dotto cistico viene tagliato in modo tale da liberare la cistifellea ed estrarla.